# Síndrome de Von Hippel-Lindau
La síndrome de Von Hippel-Lindau (VHL), també coneguda com a angiomatosi familiar cerebeloretiniana, és una malaltia genètica rara d'herència autosòmica dominant amb implicació multisistèmica. Es caracteritza per l'aparició de quists viscerals i tumor benignes amb potencial de transformació maligna. És un tipus de facomatosi (o malaltia neurocutània) causada per una mutació al gen Von Hippel-Lindau, un gen supressor de tumors localitzat al braç curt del cromosoma 3.

## Signes i símptomes
Les alteracions característiques, generalment tumorals, són l'angiomatosi, els hemangioblastomes, el feocromocitoma, el carcinoma de cèl·lules renals, els quists pancreàtics (cistoadenoma serós pancreàtic), el tumor de sac endolimfàtic i els cistoadenomes papil·lars bilaterals de l'epidídim (homes) o del lligament ample de l'úter (dones).
| Tipus de tumor/quist                    | Prevalença        |
| --------------------------------------- | ----------------- |
| Quist pancreàtic                        | 50-91%            |
| Hemangioblastoma cerebel·lar            | 44-72%            |
| Quist renal                             | 59-63%            |
| Hemangioblastoma retinià                | 45-59%            |
| Carcinoma de cèl·lules renals           | 24-45%            |
| Hemangioblastoma de la medul·la espinal | 13-59%            |
| Cistoadenoma papil·lar de l'epidídim    | 10-60% dels homes |
| Feocromocitoma                          | 0-60%             |
| Tumor neuroendocrí pancreàtic           | 5-17%             |
| Cistoadenoma serós pancreàtic           | 12%               |
| Hemangioblastoma medul·lar              | 5%                |

La clínica associada a la malaltia de Von Hippel-Lindau també inclou cefalea, alteracions de l'equilibri i la marxa, mareig, debilitat d'extremitats, problemes de visió i augment de la pressió arterial.

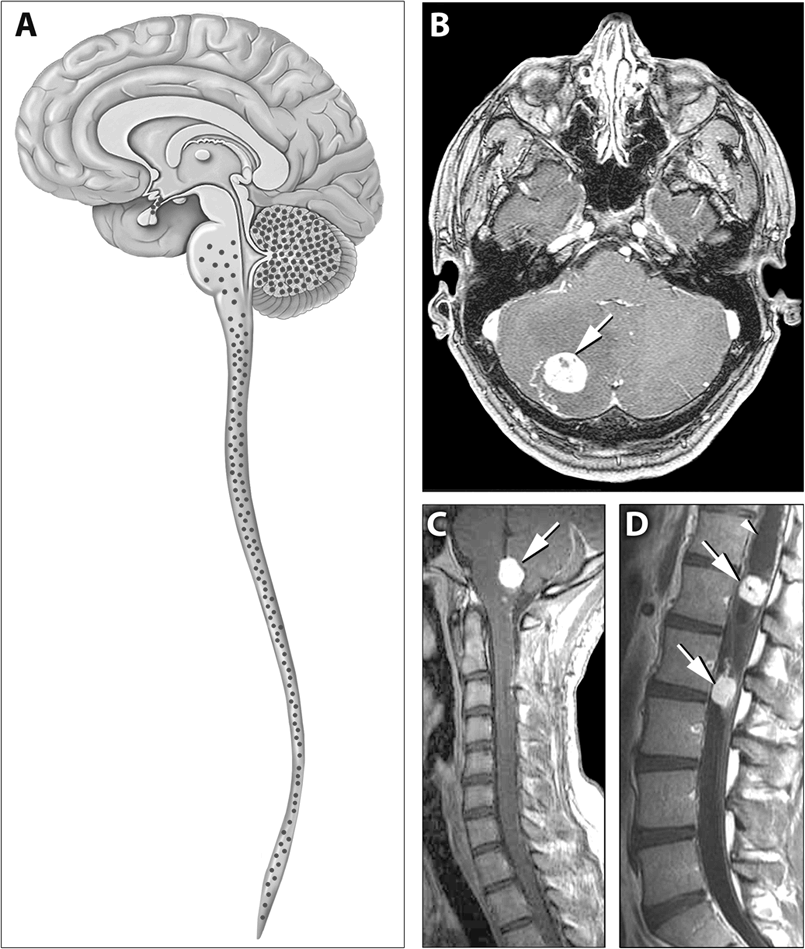
Distribució típica dels hemangioblastomes del SNC a la síndrome Von Hippel-lindau.

L'angiomatosi apareix en el 37.2% dels pacients amb malaltia de VHL i majoritàriament es dona a la retina. Com a conseqüència, la pèrdua de visió és freqüent. Tot i així, altres òrgans es poden veure afectats per aquesta alteració com ara el cervell (ictus cerebrals) o el cor (infart i altres malalties cardiovasculars). Aproximadament el 40% dels pacients també presentaran hemangioblastomes al SNC o sistema nerviós central (els de medul·la espinal, que es poden trobar entre el 13-59% dels casos, són bastant específics de VHL perquè el 80% del total descrits s'associen a aquesta malaltia). Cal tenir en compte que, tot i que tots els tipus de tumors esmentats són freqüents, fins a un 50% dels pacients amb la síndrome de Von Hippel-Lindau només presentaran un sol tipus de tumor.

## Patogènia

Patró d'herència autosòmic dominant a la malaltia VHL.

La malaltia és causada per una mutació del gen VHL (supressor de tumors) localitzat al braç curt del cromosoma 3 (3p25-26). S'han trobat més de 1500 mutacions germinals i somàtiques associades a la síndrome Von Hippel-Lindau.
Cada cèl·lula de l'organisme presenta dues còpies de cada gen (excepte d'aquells gens específics dels cromosomes sexuals, l'X i l'Y). A la malaltia Von Hippel-Lindau, una sola còpia del gen VHL porta la mutació i produeix una proteïna VHL deficient. La còpia restant sí produeix una proteïna funcional. Així, la síndrome presenta una herència autosòmica dominant en què l'alteració d'una sola còpia del gen és suficient per incrementar el risc de desenvolupar tumors. Tot i així, segons la hipòtesi de Knudson, el fenotip de la malaltia en la seva totalitat no s'expressarà fins que, a més, aparegui una mutació adquirida (al llarg de la vida, el que es coneix com a mutació somàtica) de la còpia de gen sana, mecanisme conegut com a pèrdua d'heterozigositat.
El 30-40% de les mutacions del gen VHL consisteixen en delecions de 50-250kb. En el 60-70% restant d'aquestes, la malaltia s'origina per un truncament de la proteïna VHL per mutacions "sense sentit" (o nonsense), mutacions de tipus inserció-deleció o bé mutacions a la regió d'splicing.
Cal dir que en aproximadament el 20% dels casos el pacient no tindrà antecedents familiars de la malaltia i la causa serà una mutació de novo (espontània).

### Proteïna VHL

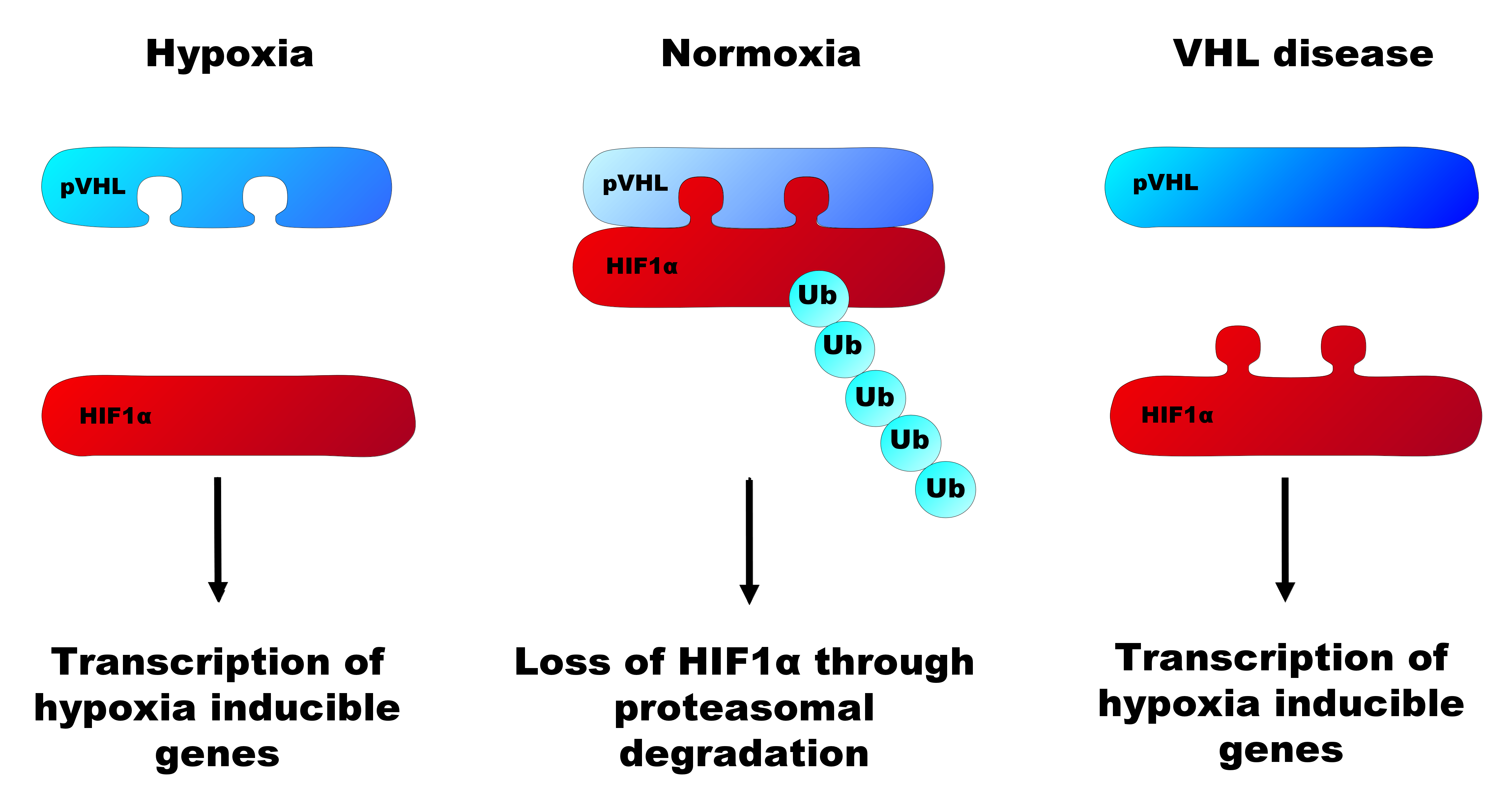
Fisiopatologia de l'alteració de la funció de la proteïna VHL en condicions d'hipòxia i en el context de malaltia Von Hippel-Lindau.

La proteïna VHL està involucrada en la regulació d'una altra proteïna coneguda com a factor induïble per hipòxia 1α (HIF1α), la qual és una subunitat d'un factor de transcripció que es troba altament regulat quan hi ha nivells d'oxigen normals. La proteïna VHL és una ubiquitina ligasa de tipus E3 i, en situació fisiològica, reconeix i s'uneix a HIF1α només quan hi ha oxigen present i n'indueix la degradació al proteosoma. En situacions en què hi hagi nivells baixos d'O2 o bé en cas que es tingui la malaltia Von Hippel-Lindau (en què la proteïna VHL no és funcional), aquesta acció no es podrà dur a terme. Com a conseqüència, l'excés de HIF1α provocarà que aquesta dimeritzi amb la HIF1β i s'activi la transcripció de diversos gens, incloent el factor de creixement de l'endoteli vascular (VEGF), el factor de creixement B derivat de plaquetes, l'eritropoetina i altres gens involucrats en l'absorció i metabolisme de la glucosa.

## Diagnòstic
La detecció de tumors específics de la síndrome Von Hippel-Lindau és clau pel diagnòstic. En individus amb història familiar de la malaltia, l'aparició d'un hemangioblastoma, un feocromocitoma o d'un carcinoma de cèl·lules renals serà suficient per diagnosticar la síndrome VHL. En canvi, en els casos en què no hi hagi antecedents familiars, caldran almenys dos tumors dels característics per a poder fer el diagnòstic.
El diagnòstic genètic també és molt útil. Tècniques com el southern blot o la seqüenciació genètica poden ser usades per analitzar l'ADN en busca de les mutacions conegudes. Sobretot s'utilitzen per a realitzar l'screening (o cribratge) als familiars d'una persona que presenti la síndrome. Els casos en els quals la mutació sigui de novo i provoqui mosaïcisme genètic, la detecció serà més complicada perquè aquestes mutacions no estaran presents als leucòcits usats en l'anàlisi genètic.
Tot i que la classificació dels tipus de malaltia VHL es realitza en funció de les manifestacions clíniques, sovint els subgrups correlacionen amb certs tipus de mutacions presents al gen VHL.

## Tractament
El diagnòstic i tractament precoç de les manifestacions específiques de la malaltia serà clau per disminuir les complicacions i millorar la qualitat de vida del pacient. Per aquesta raó, els individus amb la síndrome Von Hippel-Lindau es sotmeten periòdicament al cribratge d'angiomes retinians, hemangioblastomes del SNC, carcinoma de cèl·lules renals clares i feocromocitomes.
La fotocoagulació i la crioteràpia són sovint usades per al tractament simptomàtic dels angiomes de retina, tot i que els tractaments anti-angiogènics també podrien ser una opció. Els tumors renals poden extirpar-se amb una nefrectomia parcial o usant altres tècniques com l'ablació per radiofreqüència.
El Belzutifan és un fàrmac actualment sota investigació com a possible tractament per al carcinoma de cèl·lules renals associat a la malaltia VHL.

## Epidemiologia
La síndrome de Von Hippel-Lindau té una incidència de 1/36,000 naixements. Presenta una penetrància, entesa com la proporció de persones que expressaran símptomes associats a la malaltia d'entre els qui tenen la mutació al gen VHL, propera al 90% quan s'arriba l'edat dels 65 anys. L'edat de diagnòstic varia des de la infància fins als 60-70 anys, amb una mitjana per al diagnòstic clínic de 26 anys.
Pronòstic
Està directament relacionat amb l'existència d'antecedents familiars de la malaltia (quasi 97% dels casos) i amb la freqüència en què el pacient es sotmet a exàmens periòdics de control. El pronòstic millorarà amb el diagnòstic precoç basat en l'historial genètic familiar. Segons un estudi a gran escala a Anglaterra, la principal causa de mort són les complicacions vasculars al cerebel (47.7%) i l'esperança de vida està al voltant dels 41 anys.

## Història
L'oftalmòleg alemany Eugen von Hippel va descriure per primera vegada els angiomes oculars (després reconeguts com a hemangioblastomes) l'any 1904. Més tard, l'any 1926, Avril Lindau descriuria els angiomes al cerebel i a la medul·la espinal. Ara se sap que ambdós metges estaven descrivint diferents aspectes d'una mateixa malaltia. El terma malaltia de Von Hippel-Lindau va ser usat per primera vegada l'any 1936, però no seria fins al 1970 que el seu ús esdevindria comú.